# کریستیانسوند
کریستیانسوند (به لاتین: Kristiansund) یک منطقهٔ مسکونی در نروژ است که در کریستین‌سون واقع شده‌است. کریستیانسوند ۸٫۲۴ کیلومتر مربع مساحت و ۱۸٬۲۹۲ نفر جمعیت دارد و ۱۶ متر بالاتر از سطح دریا واقع شده‌است.